# Колони
Колоните са категория свободни хора в древен Рим, гражданската правоспособност на които била ограничена поради зависимостта им от земевладелеца, чиято земя обработвали.
Развитието на колона̀та е във връзка с упадъка на робовладелската икономика в римската държава.